# Wyndham Knatchbull-Hugessen, III barone Brabourne
Wyndham Wentworth Knatchbull-Hugessen, III barone Brabourne (21 settembre 1885 – 11 marzo 1915), è stato uno zoologo e militare britannico.
Figlio di Edward Knatchbull-Hugessen, II barone Brabourne e della nobildonna Amy Virginia Beaumont, dopo aver frequentato le scuola a Eton.
Insieme a Charles Chubb scrisse l'opera The birds of South America, nella quale, per la prima volta, viene descritto il genere Crypturellus, con varie specie e sottospecie, tra cui Crypturellus soui andrei, Crypturellus soui harterti, Crypturellus soui albigularis, Crypturellus erythropus spencei.
Tenente dei Granatieri, morì nella prima guerra mondiale, nella battaglia di Neuve Chapelle.

## Opere
- ”The birds of South America” (con Charles Chubb), 2 voll., Londra 1912-17.

## Ascendenza
|                                                   |                           |                                           | Genitori                                 |  |  | Nonni |  |  | Bisnonni                        |  |  | Trisnonni                         |  |
|                                                   |                           |                                           |                                          |  |  |       |  |  | Edward Knatchbull, IX baronetto |  |  | Edward Knatchbull, VIII baronetto |  |
|                                                   |                           |                                           |                                          |  |  |       |  |  | Edward Knatchbull, IX baronetto |  |  | Edward Knatchbull, VIII baronetto |  |
|                                                   |                           | Mary Hugessen                             |                                          |  |  |       |  |  | Edward Knatchbull, IX baronetto |  |  |                                   |  |
| Edward Knatchbull-Hugessen, I barone Brabourne    |                           |                                           |                                          |  |  |       |  |  | Edward Knatchbull, IX baronetto |  |  |                                   |  |
|                                                   |                           | Fanny Knight                              | Edward Austen Knight                     |  |  |       |  |  |                                 |  |  |                                   |  |
|                                                   |                           | Fanny Knight                              | Edward Austen Knight                     |  |  |       |  |  |                                 |  |  |                                   |  |
|                                                   |                           | Fanny Knight                              | Elizabeth Bridges                        |  |  |       |  |  |                                 |  |  |                                   |  |
| Edward Knatchbull-Hugessen, II barone Brabourne   |                           | Fanny Knight                              |                                          |  |  |       |  |  |                                 |  |  |                                   |  |
|                                                   |                           | Marcus Richard Southwell                  | Marcus Richard Southwell                 |  |  |       |  |  |                                 |  |  |                                   |  |
|                                                   |                           | Marcus Richard Southwell                  | Marcus Richard Southwell                 |  |  |       |  |  |                                 |  |  |                                   |  |
|                                                   |                           | Marcus Richard Southwell                  | Cecilia Jane Johnson                     |  |  |       |  |  |                                 |  |  |                                   |  |
| Anna Southwell                                    |                           | Marcus Richard Southwell                  |                                          |  |  |       |  |  |                                 |  |  |                                   |  |
|                                                   |                           | Cecilia Jane Johnson                      | Alfred Schomberg Johnson                 |  |  |       |  |  |                                 |  |  |                                   |  |
|                                                   |                           | Cecilia Jane Johnson                      | Alfred Schomberg Johnson                 |  |  |       |  |  |                                 |  |  |                                   |  |
|                                                   |                           | Cecilia Jane Johnson                      | Jane Taber                               |  |  |       |  |  |                                 |  |  |                                   |  |
| Wyndham Knatchbull-Hugessen, III barone Brabourne |                           | Cecilia Jane Johnson                      |                                          |  |  |       |  |  |                                 |  |  |                                   |  |
|                                                   | Thomas Wentworth Beaumont | Thomas Richard Beaumont                   |                                          |  |  |       |  |  |                                 |  |  |                                   |  |
|                                                   | Thomas Wentworth Beaumont | Thomas Richard Beaumont                   |                                          |  |  |       |  |  |                                 |  |  |                                   |  |
|                                                   | Thomas Wentworth Beaumont | Diana Wentworth                           |                                          |  |  |       |  |  |                                 |  |  |                                   |  |
| Wentworth Beaumont, I barone Allendale            | Thomas Wentworth Beaumont |                                           |                                          |  |  |       |  |  |                                 |  |  |                                   |  |
|                                                   |                           | Henrietta Jane Emma Hawks Atkinson        | John Atkinson                            |  |  |       |  |  |                                 |  |  |                                   |  |
|                                                   |                           | Henrietta Jane Emma Hawks Atkinson        | John Atkinson                            |  |  |       |  |  |                                 |  |  |                                   |  |
|                                                   |                           | Henrietta Jane Emma Hawks Atkinson        | Ann Garnett                              |  |  |       |  |  |                                 |  |  |                                   |  |
| Amy Virginia Beaumont                             |                           | Henrietta Jane Emma Hawks Atkinson        |                                          |  |  |       |  |  |                                 |  |  |                                   |  |
|                                                   |                           | Ulick de Burgh, I marchese di Clanricarde | John de Burgh, XIII conte di Clanricarde |  |  |       |  |  |                                 |  |  |                                   |  |
|                                                   |                           | Ulick de Burgh, I marchese di Clanricarde | John de Burgh, XIII conte di Clanricarde |  |  |       |  |  |                                 |  |  |                                   |  |
|                                                   |                           | Ulick de Burgh, I marchese di Clanricarde | Elizabeth Burke                          |  |  |       |  |  |                                 |  |  |                                   |  |
| Margaret Anne de Burgh                            |                           | Ulick de Burgh, I marchese di Clanricarde |                                          |  |  |       |  |  |                                 |  |  |                                   |  |
|                                                   |                           | Harriet Canning                           | George Canning                           |  |  |       |  |  |                                 |  |  |                                   |  |
|                                                   |                           | Harriet Canning                           | George Canning                           |  |  |       |  |  |                                 |  |  |                                   |  |
|                                                   |                           | Harriet Canning                           | Joan Scott, I viscontessa Canning        |  |  |       |  |  |                                 |  |  |                                   |  |
|                                                   |                           | Harriet Canning                           |                                          |  |  |       |  |  |                                 |  |  |                                   |  |